# România la Jocurile Europene din 2015
România a participat la Jocurile Europene din 2015 din Baku, Azerbaidjan în perioada 13 - 27 iunie 2015, cu o delegație de 147 sportivi care a concurat la 22 de sporturi.  Delegația prezentă la această primă ediție a Jocurile Europene a fost una dintre cele mai mari din istoria participărilor la astfel de evenimente.
Alin Petrache, președintele Comitetului Olimpic și Sportiv Român, a susținut pe 12 februarie 2015 la sediul Comitetului, o prezentare a Jocurilor Europene de la Baku, la care a participat și Ambasadorul Republicii Azerbaidjan la București, domnul Farid Abdinbeyov.
Prezentarea oficială a delegației României a avut loc pe esplanada Casei Olimpice din București pe data de 8 iunie 2015, moment ce a coincis cu dezvăluirea unei noi identități vizuale a COSR, dar și lansarea brand-ului „Team Romania”. Alin Petrache a declarat: „Dorim ca sportul din România să își recapete locul pe care îl merită în inimile românilor și să redevină ambasadorul cel mai cunoscut al țării noastre.” La eveniment au fost prezenți și Gabriela Szabó, ministrul Tineretului și Sportului, Dan Mihalache, consilier prezidențial și Gabriel Oprea, viceprim-ministru.

## Medaliați
| Medalie | Nume                                                                         | Sport       | Probă                                  | Dată     |
| ------- | ---------------------------------------------------------------------------- | ----------- | -------------------------------------- | -------- |
| Aur     | Ana Maria Brânză                                                             | Scrimă      | Spadă – feminin                        | 23 iunie |
| Aur     | Andreea Chițu                                                                | Judo        | 52 kg – feminin                        | 25 iunie |
| Aur     | Ana Maria Brânză Simona Gherman Simona Pop Amalia Tătăran                    | Scrimă      | Spadă pe echipe – feminin              | 26 iunie |
| Argint  | Roxana Borha Elena Meroniac                                                  | Kaiac-canoe | Sprint – K-2 500m – feminin            | 16 iunie |
| Argint  | Andreea Iridon                                                               | Gimnastică  | Artistică – Bârnă – feminin            | 20 iunie |
| Argint  | Dacian Barna Gabriel Bocșer Bianca Gorgovan Lavinia Panaete Lucian Săvulescu | Gimnastică  | Aerobică – Grup                        | 21 iunie |
| Argint  | Tiberiu Dolniceanu                                                           | Scrimă      | Sabie – masculin                       | 23 iunie |
| Argint  | Alin Badea Mădălin Bucur Tiberiu Dolniceanu Iulian Teodosiu                  | Scrimă      | Sabie pe echipe – masculin             | 26 iunie |
| Bronz   | Marius Berbecar                                                              | Gimnastică  | Artistică – Paralele – masculin        | 20 iunie |
| Bronz   | Andreea Iridon                                                               | Gimnastică  | Artistică – Paralele inegale – feminin | 20 iunie |
| Bronz   | Daniela Hondiu                                                               | Sambo       | 60 kg – feminin                        | 22 iunie |
| Bronz   | Simona Gherman                                                               | Scrimă      | Spadă – feminin                        | 23 iunie |

| Medalii după sport | Medalii după sport | Medalii după sport | Medalii după sport | Medalii după sport |
| ------------------ | ------------------ | ------------------ | ------------------ | ------------------ |
| Sport              | 1                  | 2                  | 3                  | Total              |
| Scrimă             | 2                  | 2                  | 1                  | 5                  |
| Judo               | 1                  | 0                  | 0                  | 1                  |
| Gimnastică         | 0                  | 2                  | 2                  | 4                  |
| Kaiac-canoe        | 0                  | 1                  | 0                  | 1                  |
| Sambo              | 0                  | 0                  | 1                  | 1                  |

| Medalii după dată | Medalii după dată | Medalii după dată | Medalii după dată | Medalii după dată | Medalii după dată |
| ----------------- | ----------------- | ----------------- | ----------------- | ----------------- | ----------------- |
| Ziua              | Data              | 1                 | 2                 | 3                 | Total             |
| 1                 | 13 iunie          | 0                 | 0                 | 0                 | 0                 |
| 2                 | 14 iunie          | 0                 | 0                 | 0                 | 0                 |
| 3                 | 15 iunie          | 0                 | 0                 | 0                 | 0                 |
| 4                 | 16 iunie          | 0                 | 1                 | 0                 | 1                 |
| 5                 | 17 iunie          | 0                 | 0                 | 0                 | 0                 |
| 6                 | 18 iunie          | 0                 | 0                 | 0                 | 0                 |
| 7                 | 19 iunie          | 0                 | 0                 | 0                 | 0                 |
| 8                 | 20 iunie          | 0                 | 1                 | 2                 | 3                 |
| 9                 | 21 iunie          | 0                 | 1                 | 0                 | 1                 |
| 10                | 22 iunie          | 0                 | 0                 | 1                 | 1                 |
| 11                | 23 iunie          | 1                 | 1                 | 1                 | 3                 |
| 12                | 24 iunie          | 0                 | 0                 | 0                 | 0                 |
| 13                | 25 iunie          | 1                 | 0                 | 0                 | 1                 |
| 14                | 26 iunie          | 1                 | 1                 | 0                 | 2                 |
| 15                | 27 iunie          | 0                 | 0                 | 0                 | 0                 |
| Total             | Total             | 3                 | 5                 | 4                 | 12                |

### Multipli medaliați
Următorii sportivi au primit multiple medalii la Jocurile Europene din 2015.
| Nume               | Medalie         | Sport      | Probă                                                       | Dată              |
| ------------------ | --------------- | ---------- | ----------------------------------------------------------- | ----------------- |
| Ana Maria Brânză   | Aur · Aur       | Scrimă     | Spadă – feminin Spadă pe echipe – feminin                   | 23 iunie 26 iunie |
| Simona Gherman     | Aur · Bronz     | Scrimă     | Spadă pe echipe – feminin Spadă – feminin                   | 26 iunie 23 iunie |
| Tiberiu Dolniceanu | Argint · Argint | Scrimă     | Sabie – masculin Sabie pe echipe – masculin                 | 23 iunie 26 iunie |
| Andreea Iridon     | Argint · Bronz  | Gimnastică | Artistică – Bârnă – feminin Artistică – Paralele – masculin | 20 iunie          |

## Badminton
România a avut o sportivă calificată la probele de badminton.
| Sportiv      | Probă              | Faza grupelor                        | Faza grupelor | Faza grupelor | Faza grupelor | Eliminare     | Sferturi de finală | Semifinală    | Finală / MB   | Finală / MB  |
| Sportiv      | Probă              | Adversar Scor                        | Adversar Scor | Adversar Scor | Loc           | Adversar Scor | Adversar Scor      | Adversar Scor | Adversar Scor | Loc          |
| ------------ | ------------------ | ------------------------------------ | ------------- | ------------- | ------------- | ------------- | ------------------ | ------------- | ------------- | ------------ |
| Sonia Olariu | Individual feminin | Zaițeva (BLR) · P 15–21 21–16 8–12 A | N/A           | N/A           | W/O           | Nu a avansat  | Nu a avansat       | Nu a avansat  | Nu a avansat  | Nu a avansat |

## Baschet 3×3
Echipele masculin și feminin ale României au participat la competiție.

### Masculin
| № | Nume                   | Data nașterii     | Înălțime | Greutate |
| - | ---------------------- | ----------------- | -------- | -------- |
| 1 | Popescu Bogdan         | 27 noiembrie 1978 | 2.00 m   | 104 kg   |
| 2 | Crăciun Cristian       | 21 noiembrie 1979 | 2.05 m   | 112 kg   |
| 3 | Vlaicu Cristian        | 24 ianuarie 1986  | 1.98 m   | 92 kg    |
| 4 | Santana-Castillo Angel | 23 mai 1977       | 1.92 m   | 110 kg   |

Faza grupelor - Grupa A
| Loc | Echipa   | MJ | V | E | Î | PM | PP | DP  | Pct | Calificare            |
| --- | -------- | -- | - | - | - | -- | -- | --- | --- | --------------------- |
| 1   | Slovenia | 3  | 3 | 0 | 0 | 51 | 35 | +16 | 6   | Se califică în optimi |
| 2   | Lituania | 3  | 2 | 0 | 1 | 53 | 47 | +6  | 4   | Se califică în optimi |
| 3   | România  | 3  | 1 | 0 | 2 | 46 | 47 | −1  | 2   | Se califică în optimi |
| 4   | Israel   | 3  | 0 | 0 | 3 | 35 | 56 | −21 | 0   | Se califică în optimi |

| 23 iunie 2015 |  |       |  |          |  |
| Lituania      |  | 16–15 |  | România  |  |
| 24 iunie 2015 |  |       |  |          |  |
| România       |  | 10–15 |  | Slovenia |  |
| Israel        |  | 16–21 |  | România  |  |

Optimi
| 25 iunie 2015 |  |       |  |         |  |
| Cehia         |  | 18–16 |  | România |  |

### Feminin
| № | Nume               | Data nașterii     | Înălțime | Greutate |
| - | ------------------ | ----------------- | -------- | -------- |
| 1 | Șipoș Anca         | 23 noiembrie 1985 | 1.83 m   | 72 kg    |
| 2 | Mărginean Gabriela | 12 februarie 1987 | 1.82 m   | 75 kg    |
| 3 | Haas Andra         | 30 ianuarie 1987  | 1.70 m   | 63 kg    |
| 4 | Ursu Sonia         | 24 iulie 1993     | 1.75 m   | 68 kg    |

Faza grupelor - Grupa D
| Loc | Echipa   | MJ | V | E | Î | PM | PP | DP  | Pct | Calificare            |
| --- | -------- | -- | - | - | - | -- | -- | --- | --- | --------------------- |
| 1   | Rusia    | 3  | 2 | 0 | 1 | 58 | 41 | +17 | 4   | Se califică în optimi |
| 2   | România  | 3  | 2 | 0 | 1 | 54 | 39 | +15 | 4   | Se califică în optimi |
| 3   | Lituania | 3  | 2 | 0 | 1 | 47 | 42 | +5  | 4   | Se califică în optimi |
| 4   | Israel   | 3  | 0 | 0 | 3 | 23 | 60 | −37 | 0   | Se califică în optimi |

| 23 iunie 2015 |  |       |  |          |  |
| România       |  | 12–14 |  | Lituania |  |
| 24 iunie 2015 |  |       |  |          |  |
| Israel        |  | 9–21  |  | România  |  |
| România       |  | 21–16 |  | Rusia    |  |

Optimi
| 25 iunie 2015 |  |      |  |        |  |
| România       |  | 6–15 |  | Grecia |  |

## Box
România a avut 10 sportivi calificați la probele de box (șase băieți și patru fete).
Masculin
| Sportiv                  | Categorie | Primul tur                 | Optimi                 | Sfert de finală       | Semifinală        | Finală            | Finală       |
| Sportiv                  | Categorie | Adversar Rezultat          | Adversar Rezultat      | Adversar Rezultat     | Adversar Rezultat | Adversar Rezultat | Loc          |
| ------------------------ | --------- | -------------------------- | ---------------------- | --------------------- | ----------------- | ----------------- | ------------ |
| Nicolae Răzvan Andreiana | 56 kg     | Ferrer Pereira (ESP) C 3-0 | Aliyev (AZE) P 0-3     | Nu a avansat          | Nu a avansat      | Nu a avansat      | Nu a avansat |
| Daniel Niculescu         | 64 kg     | Orozoco Ojeda (ESP) C 2-0  | Fetahovic (BIH) C 3-0  | Sotomayor (AZE) P 0-3 | Nu a avansat      | Nu a avansat      | Nu a avansat |
| Constantin Irinel Olaru  | 69 kg     | Abașidze (GEO) P 0-3       | Nu a avansat           | Nu a avansat          | Nu a avansat      | Nu a avansat      | Nu a avansat |
| Alexandru Machedon       | 81 kg     | Smajli (SUI) P 0-3         | Nu a avansat           | Nu a avansat          | Nu a avansat      | Nu a avansat      | Nu a avansat |
| Ionuț Mirel Mitaru       | 91 kg     | O'Neill (IRL) P 0-3        | Nu a avansat           | Nu a avansat          | Nu a avansat      | Nu a avansat      | Nu a avansat |
| Daniel Costea            | +91 kg    | BYE                        | Valavicius (LTU) P 0-3 | Nu a avansat          | Nu a avansat      | Nu a avansat      | Nu a avansat |

Feminin
| Sportiv                 | Categorie | Optimi                | Sfert de finală   | Semifinală        | Finală            | Finală       |
| Sportiv                 | Categorie | Adversar Rezultat     | Adversar Rezultat | Adversar Rezultat | Adversar Rezultat | Loc          |
| ----------------------- | --------- | --------------------- | ----------------- | ----------------- | ----------------- | ------------ |
| Melinda Ștefania Pantiș | 51 kg     | Burym (BLR) P 0-3     | Nu a avansat      | Nu a avansat      | Nu a avansat      | Nu a avansat |
| Ioana Lavinia Mera      | 60 kg     | Marenda (ITA) P 0-3   | Nu a avansat      | Nu a avansat      | Nu a avansat      | Nu a avansat |
| Simona Lenuța Sitar     | 64 kg     | Rygielska (POL) P 0-3 | Nu a avansat      | Nu a avansat      | Nu a avansat      | Nu a avansat |
| Ana Roxana Pătrașcu     | 75 kg     | Scheurich (GER) P 0-3 | Nu a avansat      | Nu a avansat      | Nu a avansat      | Nu a avansat |

## Ciclism
România are șase sportivi calificați la probele de ciclism (cinci băieți și o fată).

### Mountain bike
| Sportiv        | Probă                  | Timp | Loc |
| -------------- | ---------------------- | ---- | --- |
| Lucian Locigan | Cross-country masculin | LAP  | 33  |

### Șosea
| Sportiv        | Probă                          | Timp          | Loc           |
| -------------- | ------------------------------ | ------------- | ------------- |
| Daniel Crista  | Cursa masculină                | Nu a terminat | Nu a terminat |
| Eduard Grosu   | Cursa masculină                | 5:42:25       | 56            |
| Andrei Nechita | Cursa masculină                | 5:28:26       | 16            |
| Lars Pria      | Cursa masculină                | Nu a terminat | Nu a terminat |
| Andrei Nechita | Contratimp individual masculin | 1:07:55.15    | 33            |
| Ana Covrig     | Cursa feminină                 | 3:34:09       | 50            |

## Gimnastică
România va fi reprezentată de 13 gimnaști:
- gimnastică artistică: șase sportivi (trei băieți și trei fete)
- gimnastică ritmică: o sportivă
- gimnastică aerobică: șase spotrivi (patru băieți și două fete)

### Aerobică
Calificarea echipei s-a făcut pe baza rezultatului de la Campionatele Europene de Gimnastică Aerobică din 2013 (locul 1 la grup mixt).
| Sportivi                                                                     | Probă         | Calificări | Calificări | Finală | Finală |
| Sportivi                                                                     | Probă         | Scor       | Loc        | Scor   | Loc    |
| ---------------------------------------------------------------------------- | ------------- | ---------- | ---------- | ------ | ------ |
| Dacian Barna Gabriel Bocșer Bianca Gorgovan Lavinia Panaete Lucian Săvulescu | Grup          | 21.094     | 1 C        | 21.094 | 2      |
| Dacian Barna Lavinia Panaete                                                 | Perechi mixte | 21.000     | 2 C        | 20.100 | 6      |

### Artistică

#### Feminin
Echipe
| Sportiv        | Probă  | Calificări | Calificări | Calificări | Calificări | Calificări | Calificări | Finală  | Finală   | Finală   | Finală  | Finală  | Finală |
| Sportiv        | Probă  | Aparate    | Aparate    | Aparate    | Aparate    | Total      | Loc        | Aparate | Aparate  | Aparate  | Aparate | Total   | Loc    |
| Sportiv        | Probă  | Sol        | Sărituri   | Paralele   | Bârnă      | Total      | Loc        | Sol     | Sărituri | Paralele | Bârnă   | Total   | Loc    |
| -------------- | ------ | ---------- | ---------- | ---------- | ---------- | ---------- | ---------- | ------- | -------- | -------- | ------- | ------- | ------ |
| Andreea Iridon | Echipă | 12.600     | 12.566     | 13.733 C   | 14.100 C   | 52.999     | 17 C       | N/A     | N/A      | N/A      | N/A     | N/A     | N/A    |
| Laura Jurca    | Echipă | 13.700     | 14.800     | 10.433     | 13.400     | 52.333     | 21         | 13.366  | 13.400   | 12.200   | 13.666  | 52.632  | 9      |
| Silvia Zarzu   | Echipă | 13.933     | 14.333     | 10.500     | 11.966     | 50.732     | 31         | N/A     | N/A      | N/A      | N/A     | N/A     | N/A    |
| Total          | Echipă | N/A        | N/A        | N/A        | N/A        | N/A        | N/A        | 27.633  | 29.133   | 24.233   | 27.500  | 108.499 | 7      |

Finale la aparate
| Sportiv        | Probă    | Calificări | Calificări | Finală | Finală |
| Sportiv        | Probă    | Scor       | Loc        | Scor   | Loc    |
| -------------- | -------- | ---------- | ---------- | ------ | ------ |
| Andreea Iridon | Paralele | 13.733     | 9 C        | 12.800 |        |
| Andreea Iridon | Bârnă    | 14.100     | 9 C        | 14.000 |        |
| Silvia Zarzu   | Sol      | 13.400     | 17         | 13.566 | 5      |

#### Masculin
Echipe
| Sportiv         | Probă  | Calificări | Calificări | Calificări | Calificări | Calificări | Calificări | Calificări | Calificări | Finală  | Finală  | Finală  | Finală   | Finală   | Finală  | Finală  | Finală |
| Sportiv         | Probă  | Aparate    | Aparate    | Aparate    | Aparate    | Aparate    | Aparate    | Total      | Loc        | Aparate | Aparate | Aparate | Aparate  | Aparate  | Aparate | Total   | Loc    |
| Sportiv         | Probă  | Sol        | Cal        | Inele      | Sărituri   | Paralele   | Bară       | Total      | Loc        | Sol     | Cal     | Inele   | Sărituri | Paralele | Bară    | Total   | Loc    |
| --------------- | ------ | ---------- | ---------- | ---------- | ---------- | ---------- | ---------- | ---------- | ---------- | ------- | ------- | ------- | -------- | -------- | ------- | ------- | ------ |
| Cristian Bățagă | Echipă | 13.700     | 14.300     | 13.600     | 14.533 C   | 14.333     | 13.600     | 84.066     | 15         | N/A     | N/A     | N/A     | N/A      | N/A      | N/A     | N/A     | N/A    |
| Marius Berbecar | Echipă | N/A        | 13.466     | N/A        | 13.500     | 15.633 C   | 13.800     | N/A        | N/A        | N/A     | N/A     | N/A     | N/A      | N/A      | N/A     | N/A     | N/A    |
| Vlad Cotuna     | Echipă | 14.166     | 13.200     | 13.833     | 14.300     | 15.066     | 14.800     | 85.365     | 9 C        | 14.066  | 13.200  | 13.933  | 14.033   | 13.433   | 12.333  | 80.998  | 18     |
| Total           | Echipă | N/A        | N/A        | N/A        | N/A        | N/A        | N/A        | N/A        | N/A        | 27.866  | 27.766  | 27.433  | 28.833   | 30.699   | 28.600  | 171.197 | 9      |

Finale la aparate
| Sportiv         | Probă    | Calificări | Calificări | Finală | Finală |
| Sportiv         | Probă    | Scor       | Loc        | Scor   | Loc    |
| --------------- | -------- | ---------- | ---------- | ------ | ------ |
| Cristian Bățagă | Sărituri | 14.533     | 7 C        | 14.616 | 5      |
| Marius Berbecar | Paralele | 15.633     | 2 C        | 15.600 |        |

### Ritmică
| Sportivă             | Probă             | Finală | Finală | Finală  | Finală   | Finală | Finală |
| Sportivă             | Probă             | Cerc   | Minge  | Măciuci | Panglică | Total  | Loc    |
| -------------------- | ----------------- | ------ | ------ | ------- | -------- | ------ | ------ |
| Ana Luiza Filiorianu | Individual compus | 16.600 | 16.450 | 16.100  | 15.700   | 64.850 | 18     |

## Judo
România a avut 12 sportivi calificați la probele de judo (șase băieți și șase fete).
Masculin
| Amado Lazea       | 60 kg   | N/A                                     | Arshanski (ISR) · P 000-100            | Nu a avansat | Nu a avansat | Nu a avansat | Nu a avansat |              |              |              |              |              |              |              |              |              |              |              |              |              |              |              |              |              |              |              |              |              |              |              |              |              |              |              |              |              |              |              |              |              |              |              |              |              |              |              |              |              |              |              |              |              |              |              |              |              |              |
| Remus Lazea       | 66 kg   | N/A                                     | Lefevere (BEL) · P 000-000 · shido 1-0 | Nu a avansat | Nu a avansat | Nu a avansat | Nu a avansat |              |              |              |              |              |              |              |              |              |              |              |              |              |              |              |              |              |              |              |              |              |              |              |              |              |              |              |              |              |              |              |              |              |              |              |              |              |              |              |              |              |              |              |              |              |              |              |              |              |              |
| Eduard Nicolaescu | 73 kg   | BYE                                     | Uematsu (ESP) · P 000-100 · shido 2-0  | Nu a avansat | Nu a avansat | Nu a avansat | Nu a avansat | Nu a avansat | Nu a avansat | Nu a avansat | Nu a avansat | Nu a avansat | Nu a avansat | Nu a avansat | Nu a avansat | Nu a avansat | Nu a avansat | Nu a avansat | Nu a avansat | Nu a avansat | Nu a avansat | Nu a avansat | Nu a avansat | Nu a avansat | Nu a avansat | Nu a avansat | Nu a avansat | Nu a avansat | Nu a avansat | Nu a avansat | Nu a avansat | Nu a avansat | Nu a avansat | Nu a avansat | Nu a avansat | Nu a avansat | Nu a avansat | Nu a avansat | Nu a avansat | Nu a avansat | Nu a avansat | Nu a avansat | Nu a avansat | Nu a avansat | Nu a avansat | Nu a avansat | Nu a avansat | Nu a avansat | Nu a avansat | Nu a avansat | Nu a avansat | Nu a avansat | Nu a avansat | Nu a avansat | Nu a avansat | Nu a avansat | Nu a avansat |
| Cristian Bodîrlău | 81 kg   | Kubieniec (POL) · C 000-000 · shido 0-2 | Maresch (GER) · P 000-000 · shido 3-1  | Nu a avansat | Nu a avansat | Nu a avansat | Nu a avansat |              |              |              |              |              |              |              |              |              |              |              |              |              |              |              |              |              |              |              |              |              |              |              |              |              |              |              |              |              |              |              |              |              |              |              |              |              |              |              |              |              |              |              |              |              |              |              |              |              |              |
| Daniel Natea      | +100 kg | BYE                                     | Sasson (ISR) · P 000-100 · shido 1-2   | Nu a avansat | Nu a avansat | Nu a avansat | Nu a avansat |              |              |              |              |              |              |              |              |              |              |              |              |              |              |              |              |              |              |              |              |              |              |              |              |              |              |              |              |              |              |              |              |              |              |              |              |              |              |              |              |              |              |              |              |              |              |              |              |              |              |
| Vlăduț Simionescu | +100 kg | BYE                                     | Khammo (UKR) · P 000-110               | Nu a avansat | Nu a avansat | Nu a avansat | Nu a avansat |              |              |              |              |              |              |              |              |              |              |              |              |              |              |              |              |              |              |              |              |              |              |              |              |              |              |              |              |              |              |              |              |              |              |              |              |              |              |              |              |              |              |              |              |              |              |              |              |              |              |

Feminin
| Sportiv          | Categorie | Primul tur                             | Optimi                                    | Sfert de finală                         | Semifinală                          | Recalificări                        | Finală/Finală mică                     | Finală/Finală mică |
| Sportiv          | Categorie | Adversar Rezultat                      | Adversar Rezultat                         | Adversar Rezultat                       | Adversar Rezultat                   | Adversar Rezultat                   | Adversar Rezultat                      | Loc                |
| ---------------- | --------- | -------------------------------------- | ----------------------------------------- | --------------------------------------- | ----------------------------------- | ----------------------------------- | -------------------------------------- | ------------------ |
| Violeta Dumitru  | 48 kg     | Freitas (POR) · P 000-001 · shido 0-3  | Nu a avansat                              | Nu a avansat                            | Nu a avansat                        | Nu a avansat                        | Nu a avansat                           | Nu a avansat       |
| Monica Ungureanu | 48 kg     | BYE                                    | Sahin (TUR) · P 000-100 · shido 2-1       | Nu a avansat                            | Nu a avansat                        | Nu a avansat                        | Nu a avansat                           | Nu a avansat       |
| Larisa Florian   | 52 kg     | Sundberg (FIN) · C 000-000 · shido 0-1 | Edwards (GBR) · C 100-010 · shido 0-2     | Kuziutina (RUS) · P 000-001 · shido 2-2 | Nu a avansat                        | Ente (NED) · C 100-000 · shido 1-0  | Kraeh (GER) · P 000-100                | 5                  |
| Andreea Chițu    | 52 kg     | BYE                                    | Schwartz (ISR) · C 101-001 · shido 0-1    | Giuffrida (ITA) · C 001-000 · shido 1-1 | Kraeh (GER) · C 100-000 · shido 1-0 | N/A                                 | Eufranie (FRA) · C 001-000 · shido 2-3 | 1                  |
| Loredana Ohâi    | 57 kg     | Csatari (SUI) · C 001-000 · shido 1-1  | Verhagen (NED) · P 000-000 · shido 1-0    | Nu a avansat                            | Nu a avansat                        | Nu a avansat                        | Nu a avansat                           | Nu a avansat       |
| Corina Căprioriu | 57 kg     | BYE                                    | Quintavalle (ITA) · C 000-000 · shido 1-3 | Gjakova (KOS) P 000-000 shido 2-1       | Nu a avansat                        | Roper (GER) · P 000-000 · shido 3-2 | Nu a avansat                           | 7                  |

## Kaiac-canoe
România are 13 sportivi calificați la probele de kaiac-canoe (opt băieți și cinci fete).

### Sprint
Masculin
| Sportiv(i)                                                            | Categorie  | Preliminarii | Preliminarii | Semifinale       | Semifinale       | Finală       | Finală       |
| Sportiv(i)                                                            | Categorie  | Timp         | Loc          | Timp             | Loc              | Timp         | Loc          |
| --------------------------------------------------------------------- | ---------- | ------------ | ------------ | ---------------- | ---------------- | ------------ | ------------ |
| Leonid Carp                                                           | C-1 1000 m | 4:05.710     | 5 C          | 3:46.493         | 6 FA             | 3:58.836     | 8            |
| Alexandru Dumitrescu Victor Mihalachi                                 | C-2 1000 m | 3:39.604     | 4 C          | 3:31.724         | 3 FA             | 3:41.965     | 9            |
| Daniel Burciu                                                         | K-1 200 m  | 36.222       | 6 C          | 36.042           | 8 FB             | 38.584       | 9            |
| Dan Costea                                                            | K-1 1000 m | 3:41.776     | 3 C          | 3:31.010         | 7                | Nu a avansat | Nu a avansat |
| Daniel Burciu Valentin Cameneschi Petruș Gavrilă Constantin Mironescu | K-4 1000 m | 2:53.698     | 3 FA         | Avansare directă | Avansare directă | 3:12.615     | 9            |

Feminin
| Sportiv(i)                                             | Categorie  | Preliminarii | Preliminarii | Semifinale       | Semifinale       | Finală    | Finală |
| Sportiv(i)                                             | Categorie  | Timp         | Loc          | Timp             | Loc              | Timp      | Loc    |
| ------------------------------------------------------ | ---------- | ------------ | ------------ | ---------------- | ---------------- | --------- | ------ |
| Florentina Caminescu                                   | K-1 5000 m | N/A          | N/A          | N/A              | N/A              | 24:05.669 | 15     |
| Roxana Borha Elena Meroniac                            | K-2 500 m  | 1:38.519     | 2 C          | Avansare directă | Avansare directă | 1:50.925  |        |
| Roxana Borha Irina Lauric Elena Meroniac Iuliana Țăran | K-4 500 m  | 1:35.836     | 4 C          | 1:30.594         | 1 FA             | 1:34.084  | 4      |

Legendă: FA = Calificarea în finala pentru medalii; FB = Calificarea în finala B (fără medalii)

## Lupte
România a calificat 18 sportivi la probele de lupte (12 băieți și șase fete).
Legendă:
- VT - Victorie prin cădere.
- PP - Decizie prin puncte - pierzător cu puncte tehnice.
- PO - Decizie prin puncte - pierzător fără puncte tehnice.

### Libere
Masculin
| Sportiv           | Probă  | Calificări                | Optimi de finală            | Sferturi de finală               | Semifinale                     | Recalificări          | Finală / Medalie bronz | Finală / Medalie bronz |
| Sportiv           | Probă  | Adversar Rezultat         | Adversar Rezultat           | Adversar Rezultat                | Adversar Rezultat              | Adversar Rezultat     | Adversar Rezultat      | Loc                    |
| ----------------- | ------ | ------------------------- | --------------------------- | -------------------------------- | ------------------------------ | --------------------- | ---------------------- | ---------------------- |
| Andrei Dukov      | 57 kg  | BYE                       | Hincegașvili (GEO) P 0-3 PO | Nu a avansat                     | Nu a avansat                   | Nu a avansat          | Nu a avansat           | Nu a avansat           |
| Ivan Guidea       | 61 kg  | N/A                       | Molnár (HUN) C 4-0 ST       | Lomtadze (GEO) P 1-3 PP          | N/A                            | Șuptar (UKR) P 1-3 PP | Nu a avansat           | Nu a avansat           |
| George Bucur      | 65 kg  | BYE                       | Arouzmanidis (GRE) C 4-1 SP | Castillo Silveira (ESP) C 4-0 ST | Chamizo Marquez (ITA) P 1-3 PP | N/A                   | Kaya (TUR) P 0-4 ST    | 4                      |
| Adrian Moise      | 70 kg  | BYE                       | Tlașadze (GEO) P 0-3 PO     | Nu a avansat                     | Nu a avansat                   | Nu a avansat          | Nu a avansat           | Nu a avansat           |
| Gheorghiță Ștefan | 86 kg  | Aminașvili (GEO) P 0-3 PO | Nu a avansat                | Nu a avansat                     | Nu a avansat                   | Nu a avansat          | Nu a avansat           | Nu a avansat           |
| Rareș Chintoan    | 125 kg | Șala (TUR) C 4-0 ST       | Gagloev (SVK) P 1-4 SP      | Nu a avansat                     | Nu a avansat                   | Nu a avansat          | Nu a avansat           | Nu a avansat           |

Feminin
| Sportivă      | Probă | Calificări        | Optimi de finală                | Recalificări            | Sferturi de finală  | Semifinale        | Finală / Medalie bronz | Finală / Medalie bronz |
| Sportivă      | Probă | Adversar Rezultat | Adversar Rezultat               | Adversar Rezultat       | Adversar Rezultat   | Adversar Rezultat | Adversar Rezultat      | Loc                    |
| ------------- | ----- | ----------------- | ------------------------------- | ----------------------- | ------------------- | ----------------- | ---------------------- | ---------------------- |
| Emilia Vuc    | 48 kg | BYE               | Matkowska (POL) P 0-3 PO        | N/A                     | Nu a avansat        | Nu a avansat      | Nu a avansat           | Nu a avansat           |
| Estera Dobre  | 53 kg | BYE               | Petersson (SWE) C 3-1 PP        | N/A                     | Budu (MDA) P 0-5 VT | Nu a avansat      | Nu a avansat           | Nu a avansat           |
| Simona Pricob | 55 kg | BYE               | Kit (UKR) P 0-5 VT              | N/A                     | Nu a avansat        | Nu a avansat      | Nu a avansat           | Nu a avansat           |
| Anca Petrea   | 60 kg | BYE               | Sastin (HUN) P 1-4 SP           | Yusein (BUL) P 0-5 VT   | Nu a avansat        | Nu a avansat      | Nu a avansat           | Nu a avansat           |
| Andrea Simon  | 63 kg | N/A               | Tkaci (UKR) P 0-5 VT            | Michalik (POL) C 5-0 VT | N/A                 | N/A               | Mamașuk (AZE) P 0-4 ST | 5                      |
| Adina Popescu | 69 kg | BYE               | Wieszczek Kordus (POL) P 1-3 PP | N/A                     | Nu a avansat        | Nu a avansat      | Nu a avansat           | Nu a avansat           |

### Greco-romane

#### Masculin
| Sportivă             | Probă | Calificări                  | Optimi de finală           | Sferturi de finală     | Semifinale        | Finală            | Finală       |
| Sportivă             | Probă | Adversar Rezultat           | Adversar Rezultat          | Adversar Rezultat      | Adversar Rezultat | Adversar Rezultat | Loc          |
| -------------------- | ----- | --------------------------- | -------------------------- | ---------------------- | ----------------- | ----------------- | ------------ |
| Virgil Munteanu      | 59 kg | Knipli (HUN) C 3-0 PO       | Ucuncu (TUR) C 3-1 PP      | Ciobanu (MDA) P 1-3 PP | Nu a avansat      | Nu a avansat      | Nu a avansat |
| Georgian Carpen      | 66 kg | Margaryan (FRA) P 1-3 PP    | Nu a avansat               | Nu a avansat           | Nu a avansat      | Nu a avansat      | Nu a avansat |
| Tomi Hinoveanu       | 71 kg | Tallroth (UKR) P 0-3 PO     | Nu a avansat               | Nu a avansat           | Nu a avansat      | Nu a avansat      | Nu a avansat |
| Ionel Pușcașu        | 75 kg | Wolny (POL) C 3-0 PO        | Mursaliyev (AZE) P 1-3 PP  | Nu a avansat           | Nu a avansat      | Nu a avansat      | Nu a avansat |
| Attila Tamás         | 85 kg | Papadopoulos (GRE) C 5-0 VT | Beleniuk (UKR) P 0-3 PO    | Nu a avansat           | Nu a avansat      | Nu a avansat      | Nu a avansat |
| Alin Alexuc Ciurariu | 98 kg | BYE                         | Dzeinicenko (BLR) P 0-5 VT | Nu a avansat           | Nu a avansat      | Nu a avansat      | Nu a avansat |

## Natație
România a avut 5 sportivi calificați la probele de înot (patru băieți și o fată).
Masculin
| Sportiv                                                                 | Probă                   | Calificări | Calificări | Semifinale   | Semifinale   | Finală        | Finală        |
| Sportiv                                                                 | Probă                   | Timp       | Loc        | Timp         | Loc          | Timp          | Loc           |
| ----------------------------------------------------------------------- | ----------------------- | ---------- | ---------- | ------------ | ------------ | ------------- | ------------- |
| Liber                                                                   |                         |            |            |              |              |               |               |
| Robert Glință                                                           | 50 m liber              | 23.84      | 34         | Nu a avansat | Nu a avansat | Nu a avansat  | Nu a avansat  |
| Gabriel Sonoc                                                           | 50 m liber              | 24.32      | 50         | Nu a avansat | Nu a avansat | Nu a avansat  | Nu a avansat  |
| Gabriel Sonoc                                                           | 100 m liber             | 52.36      | 48         | Nu a avansat | Nu a avansat | Nu a avansat  | Nu a avansat  |
| Gabriel Sonoc                                                           | 200 m liber             | 1:57.18    | 46         | Nu a avansat | Nu a avansat | Nu a avansat  | Nu a avansat  |
| Bogdan Scarlat                                                          | 400 m liber             | 4:00.57    | 26         | N/A          | N/A          | Nu a avansat  | Nu a avansat  |
| Bogdan Scarlat                                                          | 800 m liber             | 8:15.19    | 4          | N/A          | N/A          | Nu a avansat  | 12            |
| Bogdan Petre                                                            | 800 m liber             | 8:24.71    | 13         | N/A          | N/A          | Nu a avansat  | 21            |
| Bogdan Scarlat                                                          | 1500 m liber            | 15:45.90   | 3          | N/A          | N/A          | Nu a avansat  | 11            |
| Bogdan Petre                                                            | 1500 m liber            | 16:07.83   | 12         | N/A          | N/A          | Nu a avansat  | 20            |
| Spate                                                                   |                         |            |            |              |              |               |               |
| Robert Glință                                                           | 50 m spate              | 25.78 GR   | 1 C        | 25.86        | 4 C          | 25.80         | 4             |
| Robert Glință                                                           | 100 m spate             | 55.92      | 4 C        | 55.70        | 8 C          | 55.91         | 7             |
| Robert Glință                                                           | 200 m spate             | 2:07.98    | 29         | Nu a avansat | Nu a avansat | Nu a avansat  | Nu a avansat  |
| Mixt                                                                    |                         |            |            |              |              |               |               |
| Bogdan Petre                                                            | 400 m individual mixt   | 4:42.80    | 40         | N/A          | N/A          | Nu a avansat  | Nu a avansat  |
| Ștafetă                                                                 |                         |            |            |              |              |               |               |
| România · Robert Glință · Bogdan Petre · Bogdan Scarlat · Gabriel Sonoc | Ștafetă 4 x 100 m liber | 3:32.69    | 13         | N/A          | N/A          | Nu au avansat | Nu au avansat |
| România · Robert Glință · Bogdan Petre · Bogdan Scarlat · Gabriel Sonoc | Ștafetă 4 x 200 m liber | 7:57.37    | 13         | N/A          | N/A          | Nu au avansat | Nu au avansat |

Feminin
| Sportiv                 | Probă        | Calificări | Calificări | Semifinale | Semifinale | Finală       | Finală       |
| Sportiv                 | Probă        | Timp       | Loc        | Timp       | Loc        | Timp         | Loc          |
| ----------------------- | ------------ | ---------- | ---------- | ---------- | ---------- | ------------ | ------------ |
| Liber                   |              |            |            |            |            |              |              |
| Emilia Colți-Dumitrescu | 400 m liber  | 4:36.87    | 42         | N/A        | N/A        | Nu a avansat | Nu a avansat |
| Emilia Colți-Dumitrescu | 800 m liber  | 9:15.63    | 12         | N/A        | N/A        | Nu a avansat | 20           |
| Emilia Colți-Dumitrescu | 1500 m liber | 17:48.66   | 8          | N/A        | N/A        | Nu a avansat | 16           |

## Polo pe apă
Lotul de polo sub 17 ani s-a calificat după turneul de calificare în Polonia.
Echipa masculină
| №  | Nume              | Poz. | Înălțime | Greutate | Data nașterii     | Clubul din 2015      |
| -- | ----------------- | ---- | -------- | -------- | ----------------- | -------------------- |
| 1  | Raul Gavriș       | P    | 1.86 m   | 78 kg    | 9 februarie 1998  | Crișul Oradea        |
| 2  | Viktor Kovats     | C    | 1.85 m   | 96 kg    | 13 ianuarie 1998  | Crișul Oradea        |
| 3  | Bogdan Remeș      | C    | 1.87 m   | 85 kg    | 10 mai 1998       | Crișul Oradea        |
| 4  | Victor Antipa     | E    | 1.83 m   | 90 kg    | 9 iunie 1999      | CSA Steaua București |
| 5  | Andrei Butuc      | C    | 1.83 m   | 76 kg    | 15 noiembrie 1998 | S.N.C. Civitavecchia |
| 6  | Cristian Drăghici | E    | 1.79 m   | 74 kg    | 24 decembrie 1998 | Crișul Oradea        |
| 7  | Alexandru Pantazi | C    | 1.88 m   | 80 kg    | 12 februarie 1998 | CSA Steaua București |
| 8  | David Bota        | C    | 1.91 m   | 112 kg   | 2 iunie 1999      | Dinamo București     |
| 9  | Richard Huber     | E    | 1.75 m   | 70 kg    | 6 ianuarie 1999   | AMEFA Arad           |
| 10 | Vlad Georgescu    | E    | 1.84 m   | 79 kg    | 31 martie 1999    | CSS București        |
| 11 | Cristian Seichei  | C    | 1.86 m   | 93 kg    | 14 iulie 1998     | Crișul Oradea        |
| 12 | Vlad Orescovici   | C    | 1.80 m   | 77 kg    | 29 martie 1998    | Dinamo București     |
| 13 | Sergiu Terean     | P    | 1.85 m   | 81 kg    | 12 ianuarie 1999  | Crișul Oradea        |

LEGENDĂ: C Centru | E Extremă | F Fundaș | P Portar
Antrenor: Dejan Stanojevic
Jocul grupelor (Grupa B)
| Loc | Echipa      | MJ | V | E | Î | GM | GP | DG  | Pct |                                     |
| --- | ----------- | -- | - | - | - | -- | -- | --- | --- | ----------------------------------- |
| 1   | Ungaria     | 3  | 3 | 0 | 0 | 50 | 14 | +36 | 9   | Se califică în sferturile de finală |
| 2   | Germania    | 2  | 1 | 0 | 1 | 18 | 14 | +4  | 3   | Se califică în play-off-uri         |
| 3   | România     | 3  | 1 | 0 | 2 | 17 | 34 | −17 | 3   | Se califică în play-off-uri         |
| 4   | Azerbaidjan | 3  | 0 | 0 | 3 | 16 | 49 | −33 | 0   |                                     |

| 13 iunie 2015 16:45 | Raport | Azerbaidjan                              | 6 – 9  | România            | Arena de Polo pe apă, Baku Arbitri: Vlaho Radicevic (CRO), Benjamin Mercier (FRA) |
| 13 iunie 2015 16:45 | Raport | Scorurile pe reprize: 1–2, 1–4, 3–1, 1–2 |        |                    | Arena de Polo pe apă, Baku Arbitri: Vlaho Radicevic (CRO), Benjamin Mercier (FRA) |
| 13 iunie 2015 16:45 | Raport | Dihațirenko 3                            | Goluri | Drăghici, Kovats 2 | Arena de Polo pe apă, Baku Arbitri: Vlaho Radicevic (CRO), Benjamin Mercier (FRA) |

| 14 iunie 2015 07:30 | Raport | România                                  | 5 – 10 | Germania     | Arena de Polo pe apă, Baku Arbitri: Matan Schwartz (ISR), Spyridon Achladiotis (GER) |
| 14 iunie 2015 07:30 | Raport | Scorurile pe reprize: 0–2, 3–4, 2–2, 0–2 |        |              | Arena de Polo pe apă, Baku Arbitri: Matan Schwartz (ISR), Spyridon Achladiotis (GER) |
| 14 iunie 2015 07:30 | Raport | Antipa, Bota, Huber, Kovats, Remeș 1     | Goluri | Strelezkij 5 | Arena de Polo pe apă, Baku Arbitri: Matan Schwartz (ISR), Spyridon Achladiotis (GER) |

| 15 iunie 2015 13:00 | Raport | Ungaria                                  | 18 – 3 | România                        | Arena de Polo pe apă, Baku Arbitri: Daniele Bianco (ITA), Cornelis van der Loo (NED) |
| 15 iunie 2015 13:00 | Raport | Scorurile pe reprize: 5–0, 3–0, 6–1, 4–2 |        |                                | Arena de Polo pe apă, Baku Arbitri: Daniele Bianco (ITA), Cornelis van der Loo (NED) |
| 15 iunie 2015 13:00 | Raport | Burian 4                                 | Goluri | Georgescu, Orescovici, Remeș 1 | Arena de Polo pe apă, Baku Arbitri: Daniele Bianco (ITA), Cornelis van der Loo (NED) |

Play-off
| 16 iunie 2015 19:45 | Raport | Serbia                                   | 8 – 2  | România            | Arena de Polo pe apă, Baku Arbitri: Mark Koganov (AZE), Vlaho Radicevic (CRO) |
| 16 iunie 2015 19:45 | Raport | Scorurile pe reprize: 2–0, 1–0, 3–1, 2–1 |        |                    | Arena de Polo pe apă, Baku Arbitri: Mark Koganov (AZE), Vlaho Radicevic (CRO) |
| 16 iunie 2015 19:45 | Raport | Rogac 3                                  | Goluri | Antipa, Drăghici 1 | Arena de Polo pe apă, Baku Arbitri: Mark Koganov (AZE), Vlaho Radicevic (CRO) |

Locurile 9-12
| 17 iunie 2015 19:45 | Raport | Franța                                   | 7 – 5  | România             | Arena de Polo pe apă, Baku Arbitri: Andrej Laginja (SLO), Vasili Kacenko (RUS) |
| 17 iunie 2015 19:45 | Raport | Scorurile pe reprize: 0–0, 1–1, 3–2, 3–2 |        |                     | Arena de Polo pe apă, Baku Arbitri: Andrej Laginja (SLO), Vasili Kacenko (RUS) |
| 17 iunie 2015 19:45 | Raport | Chandieu, Mutambayi 2                    | Goluri | Antipa, Georgescu 2 | Arena de Polo pe apă, Baku Arbitri: Andrej Laginja (SLO), Vasili Kacenko (RUS) |

Locurile 11-12
| 19 iunie 2015 12:00 | Raport | Slovacia                                 | 7 – 8  | România | Arena de Polo pe apă, Baku Arbitri: Benjamin Mercier (FRA), Massimo Angileri (ITA) |
| 19 iunie 2015 12:00 | Raport | Scorurile pe reprize: 2–1, 2–4, 3–2, 0–1 |        |         | Arena de Polo pe apă, Baku Arbitri: Benjamin Mercier (FRA), Massimo Angileri (ITA) |
| 19 iunie 2015 12:00 | Raport | Uradnik 2                                | Goluri | Huber 3 | Arena de Polo pe apă, Baku Arbitri: Benjamin Mercier (FRA), Massimo Angileri (ITA) |

Toate orele sunt în Ora României (UTC+3)

## Sambo
România are 6 sportivi calificați la probele de sambo (trei băieți și trei fete).
Legendă:
- TV - Victorie totală.
- VP - Decizie prin puncte - câștigător cu puncte tehnice.
- MA - Victorie prin avantaj minim.

Masculin
| Sportiv         | Categorie | Optimi                      | Sferturi de finală        | Semifinală        | Recalificări/Finală mică    | Recalificări/Finală mică | Finală            | Finală |
| Sportiv         | Categorie | Adversar Rezultat           | Adversar Rezultat         | Adversar Rezultat | Adversar Rezultat           | Adversar Rezultat        | Adversar Rezultat | Loc    |
| --------------- | --------- | --------------------------- | ------------------------- | ----------------- | --------------------------- | ------------------------ | ----------------- | ------ |
| Orlando Gruia   | 57 kg     | N/A                         | Gasumov (AZE) · P 0-4 TV  | Nu a avansat      | Cidrașvili (GEO) · P 0-4 TV | Nu a avansat             | Nu a avansat      | 5      |
| Valentin Damian | 74 kg     | Cernavskis (LAT) · C 3-1 VP | Popov (BLR) · P 0-4 TV    | Nu a avansat      | Cieslik (POL) · C 3-1 VP    | Sidakov (RUS) · P 0-4 TV | Nu a avansat      | 5      |
| Radu Malcic     | +100 kg   | N/A                         | Osipenko (RUS) · P 0-4 TV | Nu a avansat      | Rîbak (BLR) · P 1-3 VP      | Nu a avansat             | Nu a avansat      | 5      |

Feminin
| Sportiv         | Categorie | Optimi            | Sferturi de finală         | Semifinală                 | Recalificări/Finală mică   | Recalificări/Finală mică       | Finală            | Finală       |
| Sportiv         | Categorie | Adversar Rezultat | Adversar Rezultat          | Adversar Rezultat          | Adversar Rezultat          | Adversar Rezultat              | Adversar Rezultat | Loc          |
| --------------- | --------- | ----------------- | -------------------------- | -------------------------- | -------------------------- | ------------------------------ | ----------------- | ------------ |
| Codrina Ionescu | 52 kg     | N/A               | Halilova (AZE) · P 1-3 VP  | Nu a avansat               | Aksionova (LTU) · P 1-3 VP | Nu a avansat                   | Nu a avansat      | 5            |
| Daniela Hondiu  | 60 kg     | BYE               | Shafrir (ISR) · C 0-4 TV   | Stefanova (BUL) · P 0-2 MA | BYE                        | Jimenez Lopez (ESP) · C 4-0 TV | N/A               | 3            |
| Natalia Budeanu | 64 kg     | N/A               | Șerbakova (RUS) · P 1-3 VP | Nu a avansat               | Nu a avansat               | Nu a avansat                   | Nu a avansat      | Nu a avansat |

## Sărituri în apă
După Campionatul național, Federația Română de Natație și Pentatlon Modern le-a desemnat pe Alin Ronțu, Andrei Mihai, Ioana Cîrjan și Ioana Paștiu.
Masculin
| Sportiv      | Probă          | Preliminarii | Preliminarii | Semifinale | Semifinale | Finală       | Finală       |
| Sportiv      | Probă          | Puncte       | Loc          | Puncte     | Loc        | Puncte       | Loc          |
| ------------ | -------------- | ------------ | ------------ | ---------- | ---------- | ------------ | ------------ |
| Alin Ronțu   | Platformă 10 m | 388.40       | 13 R         | N/A        | N/A        | Nu a avansat | Nu a avansat |
| Mihai Andrei | Platformă 10 m | 304.60       | 20           | N/A        | N/A        | Nu a avansat | Nu a avansat |

Feminin
| Sportiv      | Probă          | Preliminarii | Preliminarii | Semifinale | Semifinale | Finală       | Finală       |
| Sportiv      | Probă          | Puncte       | Loc          | Puncte     | Loc        | Puncte       | Loc          |
| ------------ | -------------- | ------------ | ------------ | ---------- | ---------- | ------------ | ------------ |
| Ioana Cîrjan | Platformă 10 m | 301.85       | 15           | N/A        | N/A        | Nu a avansat | Nu a avansat |
| Ioana Paștiu | Platformă 10 m | 279.80       | 21           | N/A        | N/A        | Nu a avansat | Nu a avansat |

## Scrimă
Unsprezece români s-au calificat în cinci din cele șase probe la individual. Delegația este condusă de antrenorii Mihai Covaliu la sabie, Petre Ducu la floretă și George Epurescu la spadă.
Masculin
| Sportiv                                                     | Probă              | Primul tur                | Optimi                    | Sferturi de finală        | Semifinale                | Finală mică/Finală mare   | Finală mică/Finală mare   |
| Sportiv                                                     | Probă              | Adversar Rezultat         | Adversar Rezultat         | Adversar Rezultat         | Adversar Rezultat         | Adversar Rezultat         | Loc                       |
| ----------------------------------------------------------- | ------------------ | ------------------------- | ------------------------- | ------------------------- | ------------------------- | ------------------------- | ------------------------- |
| Radu Dărăban                                                | Floretă individual | Eliminat în fază grupelor | Eliminat în fază grupelor | Eliminat în fază grupelor | Eliminat în fază grupelor | Eliminat în fază grupelor | Eliminat în fază grupelor |
| Alin Badea                                                  | Sabie individual   | Gémesi (HUN) · C 15-9     | Hübers (GER) · C 15-12    | Iahodka (UKR) · P 8-15    | Nu a avansat              | Nu a avansat              | Nu a avansat              |
| Mădălin Bucur                                               | Sabie individual   | Honeybone (GBR) · P 6-15  | Nu a avansat              | Nu a avansat              | Nu a avansat              | Nu a avansat              | Nu a avansat              |
| Tiberiu Dolniceanu                                          | Sabie individual   | Taghiyev (AZE) · C 15-5   | Honeybone (GBR) · C 15-10 | Savici (RUS) · C 15-10    | Miracco (ITA) · C 15-11   | Iahodka (UKR) · P 10-115  | 2                         |
| Iulian Teodosiu                                             | Sabie individual   | Schrödter (GER) · C 15-12 | Buikevici (BLR) · C 15-11 | Miracco (ITA) · P 10-15   | Nu a avansat              | Nu a avansat              | Nu a avansat              |
| Alin Badea Mădălin Bucur Tiberiu Dolniceanu Iulian Teodosiu | Sabie pe echipe    | N/A                       | N/A                       | Ungaria (HUN) C 45-34     | Germania (GER) C 45-44    | Italia (ITA) P 44-45      | 2                         |

Feminin
| Sportiv                                                   | Probă              | Primul tur                 | Optimi                     | Sferturi de finală         | Semifinale                 | Finală mică/Finală mare    | Finală mică/Finală mare    |
| Sportiv                                                   | Probă              | Adversar Rezultat          | Adversar Rezultat          | Adversar Rezultat          | Adversar Rezultat          | Adversar Rezultat          | Loc                        |
| --------------------------------------------------------- | ------------------ | -------------------------- | -------------------------- | -------------------------- | -------------------------- | -------------------------- | -------------------------- |
| Maria Boldor                                              | Floretă individual | Gebet (FRA) · C 15-10      | Ivanova (RUS) · P 8-15     | Nu a avansat               | Nu a avansat               | Nu a avansat               | Nu a avansat               |
| Ana Maria Brânză                                          | Spadă individual   | BYE                        | Lehis (EST) · C 15-12      | Kock (FIN) · C 15-4        | Kirpu (EST) · C 12-11      | Zvereva (RUS) · C 15-11    | 1                          |
| Simona Gherman                                            | Spadă individual   | Marinuk (ISR) · C 15-11    | Kocineva (RUS) · C 15-10   | Rizzi (ITA) · C 15-10      | Zvereva (RUS) · P 8-15     | Nu a avansat               | 3                          |
| Simona Pop                                                | Spadă individual   | Eliminată în fază grupelor | Eliminată în fază grupelor | Eliminată în fază grupelor | Eliminată în fază grupelor | Eliminată în fază grupelor | Eliminată în fază grupelor |
| Amalia Tătăran                                            | Spadă individual   | Lawrence (GBR) · P 15-10   | Nu a avansat               | Nu a avansat               | Nu a avansat               | Nu a avansat               | Nu a avansat               |
| Ana Maria Brânză Simona Gherman Simona Pop Amalia Tătăran | Spadă pe echipe    | N/A                        | N/A                        | BYE                        | Rusia (RUS) C 31-24        | Estonia (EST) C 31-25      | 1                          |
| Bianca Pascu                                              | Sabie individual   | Obvințeva (RUS) · P 11-15  | Nu a avansat               | Nu a avansat               | Nu a avansat               | Nu a avansat               | Nu a avansat               |

## Taekwondo
România a calificat un sportiv la probele de taekwondo.
| Sportiv         | Probă             | Optimi                | Sferturi de finală   | Semifinale        | Recalificări            | Medalia de bronz  | Finală            | Finală |
| Sportiv         | Probă             | Adversar Rezultat     | Adversar Rezultat    | Adversar Rezultat | Adversar Rezultat       | Adversar Rezultat | Adversar Rezultat | Loc    |
| --------------- | ----------------- | --------------------- | -------------------- | ----------------- | ----------------------- | ----------------- | ----------------- | ------ |
| Claudiu Roseanu | +80 kg – masculin | Wodzich (GER) · C 7–6 | Larin (RUS) · P 1–20 | Nu a avansat      | Ros Gomez (ESP) · P 4–9 | Nu a avansat      | Nu a avansat      | 7      |

## Tenis de masă
România a calificat șase sportivi la probele de tenis de masă (trei băieți și trei fete).
| Sportiv(i)                                         | Probă               | Runda 1              | Runda 2             | Runda 3                | Sferturi de finală | Semifinale        | Finală            | Finală        |
| Sportiv(i)                                         | Probă               | Adversar Rezultat    | Adversar Rezultat   | Adversar Rezultat      | Adversar Rezultat  | Adversar Rezultat | Adversar Rezultat | Loc           |
| -------------------------------------------------- | ------------------- | -------------------- | ------------------- | ---------------------- | ------------------ | ----------------- | ----------------- | ------------- |
| Adrian Crișan                                      | Individual masculin | N/A                  | Kreanga (GRE) P 2–4 | Nu a avansat           | Nu a avansat       | Nu a avansat      | Nu a avansat      | Nu a avansat  |
| Constantin Cioti                                   | Individual masculin | Kou (UKR) P 1–4      | Nu a avansat        | Nu a avansat           | Nu a avansat       | Nu a avansat      | Nu a avansat      | Nu a avansat  |
| Adrian Crișan Andrei Filimon Constantin Cioti      | Echipe masculin     | N/A                  | N/A                 | Portugalia (POR) P 1–3 | Nu au avansat      | Nu au avansat     | Nu au avansat     | Nu au avansat |
| Bernadette Szocs                                   | Individual feminin  | Guliyeva (AZE) C 4–0 | Li (NED) P 0–4      | Nu a avansat           | Nu a avansat       | Nu a avansat      | Nu a avansat      | Nu a avansat  |
| Elizabeta Samara                                   | Individual feminin  | N/A                  | Ekholm (SWE) C 4–2  | Li (POL) P 3–4         | Nu a avansat       | Nu a avansat      | Nu a avansat      | Nu a avansat  |
| Bernadette Szocs Camelia Postoacă Elizabeta Samara | Echipe feminin      | N/A                  | N/A                 | Suedia (SWE) P 1–3     | Nu au avansat      | Nu au avansat     | Nu au avansat     | Nu au avansat |

## Tir
România a calificat un singur sportiv, portdrapelul Alin Moldoveanu.
| Sportiv         | Probă                    | Calificări | Calificări | Finală       | Finală       |
| Sportiv         | Probă                    | Puncte     | Loc        | Puncte       | Loc          |
| --------------- | ------------------------ | ---------- | ---------- | ------------ | ------------ |
| Alin Moldoveanu | Pușcă aer comprimat 10 m | 621.4      | 22         | Nu a avansat | Nu a avansat |

## Tir cu arcul
România a calificat doi sportivi la probele de lupte (un băiat și o fată).
| Sportiv                       | Probă                 | Preliminarii | Preliminarii | Primul tur              | Al doilea tur | Al treilea tur | Sferturi de finală | Semifinale    | Finală / MB   | Finală / MB |
| Sportiv                       | Probă                 | Scor         | Loc          | Adversar Scor           | Adversar Scor | Adversar Scor  | Adversar Scor      | Adversar Scor | Adversar Scor | Loc         |
| ----------------------------- | --------------------- | ------------ | ------------ | ----------------------- | ------------- | -------------- | ------------------ | ------------- | ------------- | ----------- |
| Daniel Ciornei                | Masculin - Individual | 654          | 31           | Weiss (DEN) (34) P 0–6  | Nu a avansat  | Nu a avansat   | Nu a avansat       | Nu a avansat  | Nu a avansat  | 33          |
| Simona Băncilă                | Feminin - Individual  | 629          | 31           | Seniuk (AZE) (34) P 5–6 | Nu a avansat  | Nu a avansat   | Nu a avansat       | Nu a avansat  | Nu a avansat  | 33          |
| Daniel Ciornei Simona Băncilă | Echipe mixt           | 1283         | 14           | N/A                     | N/A           | Georgia P 3–5  | Nu au avansat      | Nu au avansat | Nu au avansat | 9           |

## Triatlon
România a calificat doi sportivi la probele de ciclism (un băiat și o fată).
| Sportiv           | Probă    | Înot (1,5 km) | Tranziție 1 | Bicicletă (40 km) | Tranziție 2   | Alergare (10 km) | Timp total    | Loc           |
| ----------------- | -------- | ------------- | ----------- | ----------------- | ------------- | ---------------- | ------------- | ------------- |
| Antoanela Manac   | Feminin  | 22:08         | 0:54        | 1:11:35           | 0:31          | 44:06            | 2:19:14       | 36            |
| Ciprian Bălănescu | Masculin | 24:03         | 0:44        | Nu a terminat     | Nu a terminat | Nu a terminat    | Nu a terminat | Nu a terminat |

## Volei
România a calificat 14 sportive la turneul de volei.

### Sală
Feminin
Antrenor: Guillermo Gallardo
| №  | Nume              | Data nașterii     | Înălțime | Greutate | Clubul din 2015     |
| -- | ----------------- | ----------------- | -------- | -------- | ------------------- |
| 1  | Ivanof Valentina  | 9 februarie 1985  | 1.86 m   | 74 kg    | CSM Volei Alba Blaj |
| 2  | Radu Irina        | 17 februarie 1983 | 1.81 m   | 72 kg    | CS Știința Bacău    |
| 3  | Bacșiș Roxana     | 19 august 1988    | 1.90 m   | 72 kg    | CSM București       |
| 4  | Trică Alexandra   | 21 octombrie 1980 | 1.82 m   | 70 kg    | CSM Târgoviște      |
| 6  | Albu Mihaela (L)  | 1 ianuarie 1994   | 1.68 m   | 52 kg    | CS Știința Bacău    |
| 7  | Badea Liana       | 9 august 1989     | 1.79 m   | 63 kg    | Dinamo București    |
| 9  | Calotă Diana (C)  | 24 mai 1986       | 1.68 m   | 62 kg    | CSM Târgoviște      |
| 10 | Manu Nicoleta (L) | 3 decembrie 1980  | 1.74 m   | 67 kg    | Dinamo București    |
| 11 | Nemțanu Ioana     | 1 ianuarie 1989   | 1.84 m   | 80 kg    | CSM Volei Alba Blaj |
| 12 | Salaoru Adina     | 5 august 1989     | 1.84 m   | 67 kg    | CSM Volei Alba Blaj |
| 13 | Moisa Sabina      | 4 decembrie 1990  | 1.90 m   | 73 kg    | CS Știința Bacău    |
| 15 | Faleș Georgiana   | 4 februarie 1986  | 1.86 m   | 75 kg    | CSM București       |
| 17 | Mureșan Daiana    | 6 iulie 1990      | 1.91 m   | 75 kg    | Savino Del Bene     |
| 18 | Onyejekwe Nneka   | 18 august 1989    | 1.88 m   | 74 kg    | RC Cannes           |

Faza grupelor
|  | Echipă calificată în sferturile de finală |

|     |             | Meciuri | Meciuri | Pct | Seturi | Seturi | Seturi | Puncte | Puncte | Puncte |
| Loc | Echipă      | V       | Î       | Pct | V      | Î      | Raport | V      | Î      | Raport |
| --- | ----------- | ------- | ------- | --- | ------ | ------ | ------ | ------ | ------ | ------ |
| 1   | Turcia      | 4       | 1       | 13  | 14     | 3      | 4.667  | 403    | 319    | 1.263  |
| 2   | Azerbaidjan | 4       | 1       | 11  | 12     | 7      | 1.714  | 453    | 409    | 1.108  |
| 3   | Polonia     | 3       | 2       | 9   | 11     | 8      | 1.375  | 425    | 403    | 1.055  |
| 4   | Belgia      | 2       | 3       | 6   | 8      | 11     | 0.727  | 393    | 431    | 0.912  |
| 5   | România     | 1       | 4       | 3   | 4      | 12     | 0.333  | 334    | 387    | 0.863  |
| 6   | Italia      | 1       | 4       | 3   | 4      | 12     | 0.333  | 325    | 384    | 0.846  |

| 13 iunie 2015 15:30 | Azerbaidjan  | 3 – 1                         | România        | Crystal Hall, Baku Arbitru(i): Aleksandr Chervyakov (AZE), Vulgar Aliyev (AZE), Famil Agayev (AZE) Raport(e): Raport |
| 13 iunie 2015 15:30 | 25 27 25 102 | Set 1 Set 2 Set 3 Set 4 Total | 20 18 29 15 82 | Crystal Hall, Baku Arbitru(i): Aleksandr Chervyakov (AZE), Vulgar Aliyev (AZE), Famil Agayev (AZE) Raport(e): Raport |

| 15 iunie 2015 15:05 | România     | 0 – 3                   | Belgia | Crystal Hall, Baku Arbitru(i): Sabine Witte (GER), Vladimir Simonovic (SRB) Raport(e): Raport |
| 15 iunie 2015 15:05 | 21 21 23 65 | Set 1 Set 2 Set 3 Total | 25 75  | Crystal Hall, Baku Arbitru(i): Sabine Witte (GER), Vladimir Simonovic (SRB) Raport(e): Raport |

| 17 iunie 2015 09:00 | Polonia | 3 – 0                   | România     | Crystal Hall, Baku Arbitru(i): Olga Zakarova (RUS), Ivaylo Ivanov (BUL) Raport(e): Raport |
| 17 iunie 2015 09:00 | 25 75   | Set 1 Set 2 Set 3 Total | 23 15 17 55 | Crystal Hall, Baku Arbitru(i): Olga Zakarova (RUS), Ivaylo Ivanov (BUL) Raport(e): Raport |

| 19 iunie 2015 07:00 | România     | 0 – 3                   | Turcia | Crystal Hall, Baku Arbitru(i): Olga Zakarova (RUS), Philippe Schürmann (GER) Raport(e): Raport |
| 19 iunie 2015 07:00 | 16 22 19 57 | Set 1 Set 2 Set 3 Total | 25 75  | Crystal Hall, Baku Arbitru(i): Olga Zakarova (RUS), Philippe Schürmann (GER) Raport(e): Raport |

| 21 iunie 2015 12:30 | Italia | 3 – 0                   | România     | Crystal Hall, Baku Arbitru(i): Sabine Witte (GER), Kari Partiainen (FIN) |
| 21 iunie 2015 12:30 | 25 75  | Set 1 Set 2 Set 3 Total | 23 16 21 60 | Crystal Hall, Baku Arbitru(i): Sabine Witte (GER), Kari Partiainen (FIN) |

Toate orele sunt în Ora României (UTC+3)

## Legături externe
- en  az  Tabloul medaliilor pentru România Arhivat în 20 iunie 2015, la Wayback Machine. pe site-ul oficial